# 篠路五ノ戸の森緑地
篠路五ノ戸の森緑地（しのろごのへのもりりょくち）は、北海道札幌市北区篠路3条10丁目に所在する緑地。「五ノ戸」とは上篠路地区北部を指す旧称で、由来は「最初の入植者が5戸だったから」あるいは「青森県五戸町から入植してきたから」と言われる。
もとは農家の屋敷林であった森を、札幌市が譲り受け、都市緑地として整備した。湿地や小川が残っているため生態系が豊かで、約200種の植物が見られるビオトープとなっている。
特にアオサギの営巣地として有名であり、撮影に訪れる客も多い。